# Tuindorp (Utrecht)
Tuindorp, in de wijk Utrecht-Noordoost, is een vroegere buitenwijk van Utrecht, de hoofdstad van de Nederlandse provincie Utrecht. Het is gebouwd tussen 1930 en 1937 op wat toen nog grondgebied was van de voormalige gemeente Maartensdijk. Tuindorp behoort sinds 1 januari 1954 tot de gemeente Utrecht. Het is een buurt naar het Engelse tuindorp-model, met veel ruimte voor groen, maar desondanks een compacte opzet. Tuindorp grenst aan de wijk Overvecht in het noorden, de buurten Tuindorp Oost in het oosten en Tuinwijk in het zuiden.
De buurt heeft de vorm van een driehoek. In de westpunt ervan werden in de jaren 1970 studentenflats gebouwd, het zogeheten Tuindorp-West Complex.

## Verkeer en vervoer
Tuindorp wordt omringd door de spoorweg van Utrecht Centraal naar Amersfoort, Baarn en Hilversum in het noordwesten, de Eykmanlaan in het oosten en de Kardinaal de Jongweg in het zuiden. Bijna alle straten in Tuindorp zijn vernoemd naar hoogleraren en andere belangrijke wetenschappers.
Station Utrecht Overvecht ligt aan de noordrand van Tuindorp. Aan de Eykmanlaan stoppen bussen van lijn 55 van U-OV. Buslijn 30 van dezelfde maatschappij heeft halten aan de zuid- en westzijde van Tuindorp.

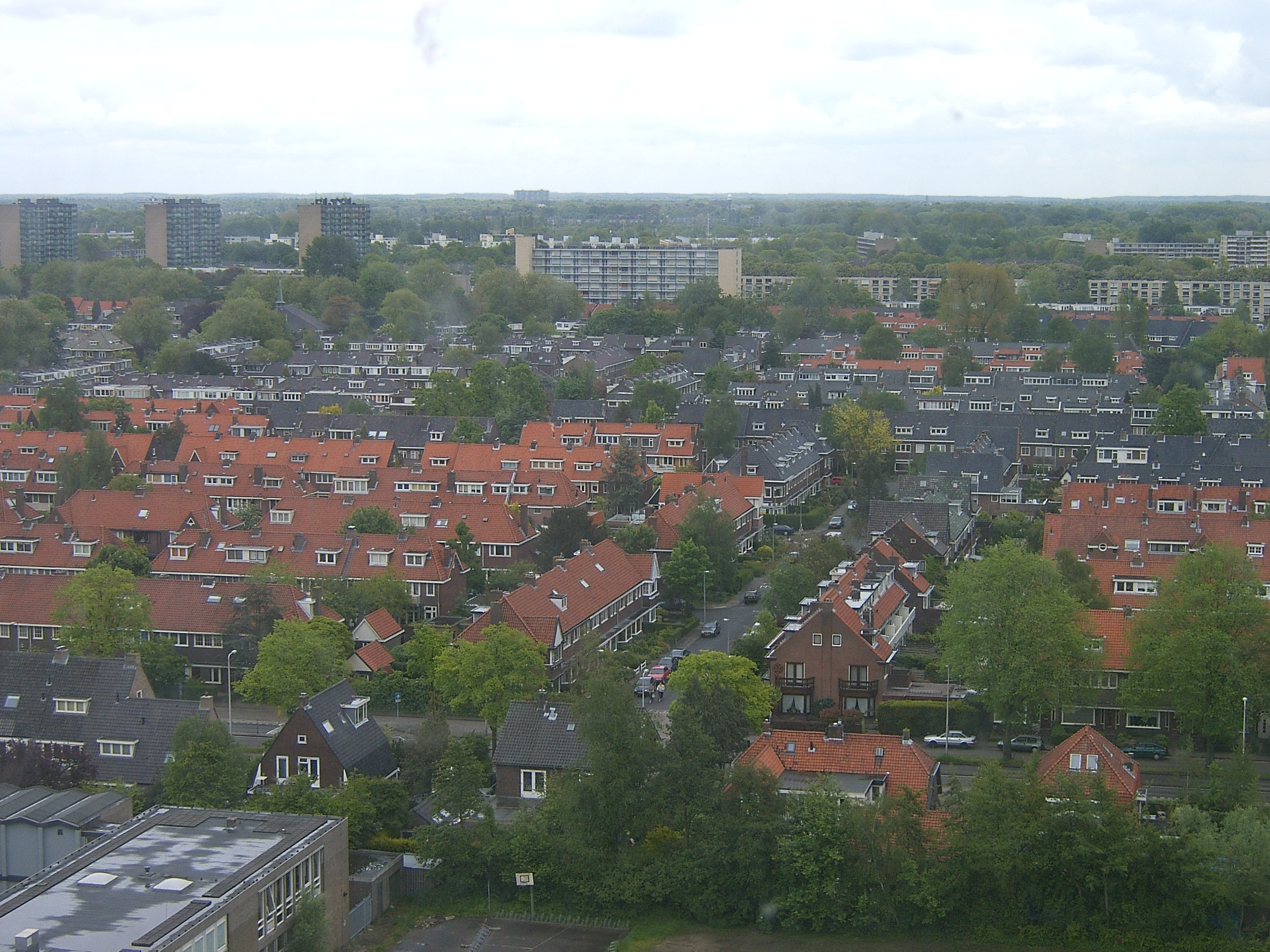
Tuindorp.

Huizingabuurt · Lauwerecht · Staatsliedenbuurt · Tuindorp · Tuindorp-Oost · Tuinwijk-Oost · Tuinwijk-West · Veemarkt · Vogelenbuurt · Voordorp · Wittevrouwen · Zeeheldenbuurt